# Frontiera între Republica Moldova și regiunea transnistreană
     Transnistria
     Republica Moldova

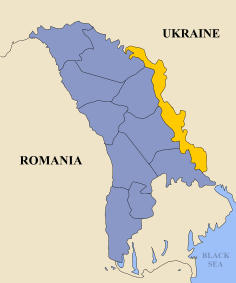
Transnistria
Republica Moldova

Frontiera între Republica Moldova și Transnistria este o graniță unilaterală instituită de autoritățile separatiste ale autoproclamatei Republici Moldovenești Nistrene (nerecunoscută de nici un stat membru al ONU) pentru a delimita teritoriul controlat de rebelii separatiști transnistreni de cel al Republicii Moldova.
Acest sector de frontieră are o lungime de 411 km și nu este păzit decât de autoritățile separatiste transnistrene, deoarece Republica Moldova consideră Transnistria un teritoriu moldovean autonom. 

## Caracteristici
Frontiera româno-sovietică a fost fixată în iunie 1940 de către o comisie sovieto-română constituită ca urmare a cedării de către România a Basarabiei și nordului Bucovinei către URSS în urma ultimatumului sovietic. Această frontieră separa regiunile istorice ale Moldovei occidentale și Moldovei orientale (cunoscută ca și Basarabia). 
În august 1940, a avut loc delimitarea frontierelor dintre RSS Moldovenească și RSS Ucraineană (ambele republici sovietice din cadrul URSS). În 1991, odată cu destrămarea URSS, au fost formate noile state Ucraina și Republica Moldova, care au preluat granițele fostelor republici sovietice.
Pe 2 septembrie 1990, în zona moldovenească aflată în stânga Nistrului, a fost autoproclamată "Republica Sovietică Socialistă Moldovenească Transnistreană" (RSSMT), care și-a proclamat unilateral independența la 25 august 1991 sub numele de "Republica Moldovenească Nistreană". 
La 27 august 1991, Parlamentul Republicii Moldova a adoptat Declarația de Independență a Republicii Moldova, al cărei teritoriu cuprindea și raioanele din stânga Nistrului. În anul 1992 a avut loc un conflict militar între autoritățile moldovene și forțele separatiste rebele, care au fost sprijinite de trupele sovietice de ocupație.
Prin Constituția Republicii Moldova din anul 1994, localitățile din stânga Nistrului au fost cuprinse într-o unitate autonomă, denumită Unitățile Administrativ-Teritoriale din Stînga Nistrului. La 22 iulie 2005, Parlamentul de la Chișinău a adoptat  "Legea cu privire la prevederile de bază ale statutului juridic al localităților din stânga Nistrului", care prevedea că Transnistria se va constitui intr-o unitate teritorială autonomă (UTA) specială, în componența Republicii Moldova, statut asemănător cu cel al Găgăuziei. Cu toate acestea, diferendul transnistrean nu a fost încă rezolvat, iar autoritățile separatiste au instituit frontiere atât cu Republica Moldova, cât și cu Ucraina, pe care le controlează prin intermediul unor autorități instituite fără respectarea Constituției Republicii Moldova.
De frontieră are o lungime de 411 km și rulează aproape stretch întreaga streambed că fluxurile de pe teritoriul ucrainean al Nistrului (frontiera râu). Excepția este orașul Bender, situat pe malul de vest, dar aparțin în Transnistria.
Frontiera unilaterală între Republica Moldova și Transnistria se află aproape în întregime pe fluviul Nistru, cu excepția orașului Tighina (Bender) de pe malul drept al Nistrului, care este ocupat de autoritățile separatiste. Din punctul de vedere al comunității internaționale, care nu recunoaște Republica Moldovenească Nistreană, acest segment este o parte a frontierei moldo-ucrainene.